# Kasachische Futsalnationalmannschaft
Die kasachische Futsalnationalmannschaft ist eine repräsentative Auswahl kasachischer Futsalspieler. Die Mannschaft vertritt den kasachischen Fußballverband bei internationalen Begegnungen. Die größten Erfolge waren der zweite Platz bei der Asienmeisterschaft 2000 und der dritte Platz bei der Europameisterschaft 2016.

## Abschneiden bei Turnieren
Kasachstan nahm 1996 erstmals an der WM-Qualifikation teil, blieb dabei aber gegen den Iran ohne Chance. Ab 1999 nahm man an den ersten drei Austragungen der Futsal-Asienmeisterschaft teil und qualifizierte sich als Vizemeister 2000 für die WM-Endrunde in Guatemala. Dort schied man gegen den Gastgeber, Portugal und Brasilien ohne Punktgewinn in der Vorrunde aus. Nach dem Wechsel des Verbandes in die UEFA 2002 konnte Kasachstan erst 2016 sich zum ersten Mal für eine Europameisterschafts-Endrunde qualifizieren. Bei seiner ersten Teilnahme erreichte Kasachstan den dritten Platz bei der EM.

### Futsal-Weltmeisterschaft
- 1989 – nicht eingeladen
- 1992 – nicht teilgenommen
- 1996 – nicht qualifiziert
- 2000 – Vorrunde
- 2004 – nicht teilgenommen
- 2008 – nicht qualifiziert
- 2012 – nicht qualifiziert
- 2016 – Achtelfinale
- 2021 – 4. Platz
- 2024 — Viertelfinale

### Futsal-Asienmeisterschaft
- 1999 – 3. Platz
- 2000 – 2. Platz
- 2001 – Viertelfinale
- seit 2002 Mitglied der UEFA

### Futsal-Europameisterschaft
- bis 2002 Mitglied des AFC
- 2003 – nicht teilgenommen
- 2005 – nicht qualifiziert
- 2007 – nicht qualifiziert
- 2010 – nicht qualifiziert
- 2012 – nicht qualifiziert
- 2014 – nicht qualifiziert
- 2016 – 3. Platz
- 2018 – 4. Platz
- 2022 – Viertelfinale